# Amylotheca acuminatifolia
Amylotheca acuminatifolia är en tvåhjärtbladig växtart som beskrevs av Bryan Alwyn Barlow. Amylotheca acuminatifolia ingår i släktet Amylotheca och familjen Loranthaceae. Inga underarter finns listade i Catalogue of Life.